# Дискографія Ешлі Тісдейл
Ешлі Тісдейл — американська співачка і акторка.

## Альбоми
Всі студійні альбоми були випущенні у форматі CD і ціфрововому завантаженні.
| Рік  | Деталі альбому                                                   | Позиції в чарті | Позиції в чарті | Позиції в чарті | Позиції в чарті | Позиції в чарті | Позиції в чарті | Позиції в чарті | Позиції в чарті | Позиції в чарті | Позиції в чарті | Позиції в чарті | Сертифікація (таблиця продажів та сертифікатів)                                                                                    |
| Рік  | Деталі альбому                                                   | США             | Австралія       | Австрія         | Канада          | Німеччина       | Ірландія        | Нова Зеландія   | Іспанія         | Швейцарія       | Британія        | Бразилія        | Сертифікація (таблиця продажів та сертифікатів)                                                                                    |
| ---- | ---------------------------------------------------------------- | --------------- | --------------- | --------------- | --------------- | --------------- | --------------- | --------------- | --------------- | --------------- | --------------- | --------------- | --- |
| 2007 | Headstrong - Випущений: 6 лютого 2007 - Лейбл: Warner Bros.      | 5               | 80              | 21              | —               | 33              | 16              | 22              | —               | 98              | 155             | 1               | - : Золото (500,000 копій) - : Золото (20,000 копій) - : Золото (7,500 копій) - : Золото (100,000 копій) - : Золото (40,000 копій) |
| 2009 | Guilty Pleasure - Випущений: 28 липня 2009 - Лейбл: Warner Bros. | 12              | —               | 7               | 15              | 9               | 30              | 27              | 9               | 12              | 130             | 1               | - : Золото (500,000 копій) |

## Мініальбоми
| 2008 | Degree Girl - OMG! - Випущений: — * Лейбл: — * Формат: — \|-                                                       | 2009 | It's Alright, It's OK Remixes - Випущений: 13 квітня 2009 - Лейбл: Warner Bros. Records - Формат: Цифрове завантаження (iTunes) |
| 2009 | Be Good to Me: The Remixes - Випущений: 21 липня 2009 - Лейбл: Warner Bros. Records - Формат: Цифрове завантаження |      | |
| 2009 | Walmart Soundcheck - Выпущен: 4 серпня 2009 - Лейбл: Warner Bros. Records - Формат: Цифрове завантаження           |      | |
| 2009 | He Said She Said MegaRemix - Випущений: 12 грудня 2009 - Лейбл: Warner Bros. Records - Формат: CD                  |      | |
| 2009 | AOL Sessions - Випущений: 2009 - Лейбл: Warner Bros. Records - Формат: — цифрове завантаження                      |      | |